# Василија прекрасна
Василија прекрасна је предстојећи српски филм из 2025. године.

## Радња
Девојчица без родитеља Василија води скроман, али радостан живот на селу, са својом вољеном баком. Када се сеоска школа затвори, Василија је принуђена на ново поглавље свог живота - похађање градске школе. Ова промена за њу постаје болно путовање у одрасло доба, посебно када открије дуго чувану тајну о својој мајци која мења све што је мислила да зна...
Филм отвара низ друштвених тема кроз суптилну, крајње интимну причу - испитује родитељство, одрастање, вршњачко насиље, однос човека и природе и његовог удаљавања од исте. Ова питања у оквиру дечијег филма односно „coming of age“ жанра су још актуелнија због општеприсутног премештања детињства са улице на друштвене мреже.

## Улоге
| Глумац             | Улога |
| ------------------ | ----- |
| Анђелија Филиповић |       |
| Соња Јаулковић     |       |
| Тамара Алексић     |       |
| Марина Воденичар   |       |
| Калина Ковачевић   |       |
| Златан Видовић     |       |
| Сташа Николић      |       |